# 1021
Початок Високого Середньовіччя •  Епоха вікінгів •  Золота доба ісламу •  Реконкіста •  Київська Русь

## Геополітична ситуація
Візантію очолює Василій II Болгаробійця. Генріх II є імператором Священної Римської імперії.
Королем Західного Франкського королівства є, принаймні формально, Роберт II Побожний.
Апеннінський півострів розділений між численними державами: північ належить Священній Римській імперії, середню частину займає Папська область, на південь від Римської області лежать невеликі незалежні герцогства, півдненна частина півострова належать Візантії. Південь Піренейського півострова займає Кордовський халіфат, охоплений міжусобицею. Північну частину півострова займають християнські королівство Леон (Астурія, Галісія), де править Альфонсо V, Наварра (Арагон, Кастилія) та Барселона.
Канут Великий є королем Англії й Данії.
У Київській Русі княжить Ярослав Мудрий. У Польщі править Болеслав I Хоробрий. У Хорватії триває правління Крешиміра III. Королівство Угорщина очолює Стефан I.
Аббасидський халіфат очолює аль-Кадір, в Єгипті владу утримують Фатіміди, в Середній Азії — Караханіди, у Хорасані — Газневіди. У Китаї продовжується правління династії Сун. Значними державами Індії є Пала, Пратіхара, Чола. В Японії триває період Хей'ан.

## Події
- У Києві освячено мощі святих Бориса і Гліба.
- Будівництво у Тмуторокані на замовлення князя Мстислава Володимировича церкви Богородиці.
- Тайфа Валенсія відділилася від Кордовського халіфату.
- Турки-сельджуки напали на Вірменію. Васпуракан попросив заступництва Візантії й увійшов до її володінь.
- Фатімідський халіф Аль-Хакім, який правив у Каїрі, зник за незрозумілих обставин. Можливо, його тихенько прибрали з огляду на божевілля. Друзи вважають, що він пішов у заховання і ще повернеться.
- Махмуд Газневі захопив Лахор і передав правління в ньому Маліку Аязу.
- Чола вторглася в Бенгал.

### Наука
- Ібн ал-Хайсам написав «Книгу опитики».